# Gorch Fock (Schiff, 1917)
Die 1917 gebaute Gorch Fock war ein Vorpostenboot der Kaiserlichen Marine und das erste deutsche Kriegsschiff, das nach dem  Schriftsteller und Dichter Gorch Fock benannt wurde. Ab 1919 diente es als Fischereifahrzeug, bis die Kriegsmarine das Boot 1936 kaufte und zum Hilfsminensucher Hugin umbaute. Von 1945 bis zum Abwracken 1952 diente es wieder als Fischereifahrzeug.

## Bau und technische Daten
Das Boot wurde von der Stülcken-Werft in Hamburg auf eigene Rechnung unter der Baunummer 532 noch 1916 auf Kiel gelegt und im November 1916 von der Kaiserlichen Marine übernommen. Der Stapellauf erfolgte am 17. Juli 1917, die Ablieferung an die Marine am 20. September 1917.
Ihre Länge betrug 41,52 Meter, sie war 7,38 Meter breit und wies einen Tiefgang von 2,9 Metern auf. Ihre Tonnage betrug 530 Tonnen beziehungsweise 267 BRT. Der Antrieb bestand aus einer Drei-Zylinder Dreifach-Expansionsmaschine, die 350 PS erzielte und auf eine Schraube wirkte. Damit erreichte das Schiff 10 Knoten. In der Kriegsmarine hatte sie eine Mannschaft von zwei Offizieren und 14 Mannschaften sowie 23 Schüler. Als Bewaffnung trug sie ein 105-mm-Geschütz und zwei einzelne 20-mm-Flak.

## Verwendung
Das Boot wurde im November 1916 von der Kaiserlichen Marine übernommen, ohne vorher als Fischdampfer eingesetzt worden zu sein. Erst nach einer längeren Umbauzeit wurde sie als Gorch Fock am 27. September 1917 in Dienst gestellt und diente zuerst als Vorpostenboot in der IV. Minen-Flottille, später in der 11. Halb-Flottille.
Am 19. Juli 1919 wurde sie von den Marinebehörden an den früheren Eigentümer Stülcken übergeben. Das Boot wurde nun erstmals im Fischfang eingesetzt: Zunächst unter dem Fischereikennzeichen SD 88 bei der „Altonaer Hochseefischerei AG“, 1931 mit dem Wechsel des Fischereikennzeichens zu HC 246, ab 1932 bei der „Hansa Hochseefischerei AG“ und ab 1933 bei der Nordsee Deutsche Hochseefischerei.
1936 wurden die aufgelegten alten Schiffe dieser Art anlässlich des Spanischen Bürgerkrieges von der Kriegsmarine aufgekauft und zu Hilfsminensuchbooten umgebaut. Am 8. September 1937 stellte die Kriegsmarine das Boot als Hilfsminensucher Hugin in Dienst. Die Hilfsminensuchboote kamen dann doch nicht während des Spanischen Bürgerkrieges zum Einsatz, verblieben aber bei der Kriegsmarine. Die Hugin wurde 1938 erneut umgebaut und am 1. April 1939 der B.S.O.-Schulflottille zugeordnet.
Während des deutschen Überfalls auf Dänemark und Norwegen im April 1940, dem Unternehmen Weserübung, war die Hugin der Kriegsschiffsgruppe 7 zugeordnet, die in Dänemark die Fährhäfen Nyborg und Korsør besetzen sollte. Die Kriegsschiffgruppe 7 bestand aus dem Linienschiff Schleswig-Holstein, den drei Versuchsbooten Claus von Bevern, Nautilus und Pelikan, den Transportern Campinas (4541 BRT) und Cordoba (4611 BRT), den beiden Schleppern Föhn und Taifun sowie der B.S.O.-Schulflottille mit den sechs umgerüsteten Fischdampfern Hugin, Hagen, Hildebrand, Munin, Odin und Volker. Dabei lief die Schleswig-Holstein auf Grund und sollte von der Taifun freigeschleppt werden. Diese wurde jedoch von einem unbekannten Fahrzeug gerammt und sank – die Hugin übernahm die Überlebenden.
1940 gehörte die Hugin als Schulboot zur BSO-Flottille. 1942 wurde die Flottille aufgelöst, und die Boote wurden auf andere Flottillen verteilt.
Die Hugin wurde zunächst der Küstenschutzflottille mittlere Ostsee zugewiesen und erhielt im Oktober 1942 dazu die Kennung DPK 05 – das Kürzel steht für das Einsatzgebiet „Deutschland Pommern-Küste“ und der Insel Rügen. Aus der Küstenschutzflottille ging am 1. Oktober 1943 die 2. Sicherungsflottille hervor, die in Swinemünde-Osternothafen stationiert war. Das Boot erhielt nun die Kennung Vs 205; zu den Aufgaben gehörten Minenräum- und Geleitdienste sowie die Bewachung von Hafen- und Netzsperren. Das Einsatzgebiet erstreckte sich von Danzig über Swinemünde und Kiel bis Kopenhagen. Letzter Kommandant bis Kriegsende war Oberleutnant zur See Rolf Zschernitz. Im April 1945 verlegte die Hugin auf dem Rückzug vor den Sowjets zunächst nach Saßnitz und verließ dort als letztes Schiff den Hafen, um in einem Geleitzug Flüchtlinge nach Kopenhagen zu bringen. Ein weiterer Einsatz in Richtung Hela kam nicht zustande, da es für die Maschine keine Kohle mehr zu bunkern gab. So ging es von Kopenhagen bei Kriegsende zunächst in die Geltinger Bucht, dann in die Strander Bucht.
Nach dem Zweiten Weltkrieg wurde das Boot im September 1945 zurückgegeben, wieder in Gorch Fock umbenannt und erhielt das Fischereikennzeichen PC 246, 1948 dann NC 246. Im April 1952 wurde das Boot abgewrackt.

## Schwesterschiffe
Fischindustrieller, Groß-Hansdorf, Steinwärder, Senator Strandes, Dietmar Koel, Fischhandel, Bahrenfeld, Kaiser Leopold, Admiral Parseval, Sonnin, Nikolaus Schoke, Heinrich Jenevelt, Flottbeck, Ker-Ysa, Ker-Yar-Vor, Westerland, Seefahrt ist Not, Gerda, Schiewenhorst, Othmarschen, Jeverland, Hein Godenwind.